# Drew (Name)
Drew ist ein englischer weiblicher und männlicher Vorname sowie ein Familienname.
Sofern der Name eine Abkürzung von Andrew ist, leitet er sich aus dem altgriechischen andreios (ανδρείος) für „tapfer“ ab.

## Namensträger

### Vorname

#### Weiblich
- Drew Barrymore (* 1975), US-amerikanische Schauspielerin und Filmproduzentin
- Drew Gilpin Faust (* 1947), US-amerikanische Historikerin, 28. Präsidentin der Harvard University
- Drew Sidora (* 1985), US-amerikanische Schauspielerin und Sängerin

#### Männlich
- Drew Abbott (* 1947), US-amerikanischer Gitarrist
- Drew Bagnall (* 1983), kanadischer Eishockeyspieler
- Drew Bannister (* 1974), kanadischer Eishockeyspieler und -trainer
- Drew Barham (* 1989), US-amerikanischer Basketballspieler
- Drew Barry (* 1973), US-amerikanischer Basketballspieler
- Drew Binsky (* 1991), amerikanischer Reise-Blogger und Vlogger
- Drew Bledsoe (* 1972), US-amerikanischer American-Football-Spieler auf der Position des Quarterbacks
- Drew Brees (* 1979), US-amerikanischer American-Football-Spieler
- Drew Brown (1928–1987), US-amerikanischer Boxtrainer und Schauspieler
- Drew Carey (* 1958), US-amerikanischer Komiker, Showmaster, Schauspieler, Drehbuchautor und Fernsehproduzent
- Drew Courtney (* 1990), US-amerikanischer Tennisspieler
- Drew Daniels (Eishockeyspieler) (* 1989), US-amerikanischer Eishockeyspieler
- Drew Daniels (Kameramann), US-amerikanischer Kameramann
- Drew S. Days (1941–2020), US-amerikanischer Jurist, Hochschullehrer und United States Solicitor General
- Drew Doughty (* 1989), kanadischer Eishockeyspieler
- Drew Fata (* 1983), italo-kanadischer Eishockeyspieler
- Drew Ferguson (* 1966), US-amerikanischer Politiker
- Drew Fudenberg (* 1957), US-amerikanischer Wirtschaftswissenschaftler und Hochschullehrer
- Drew Fuller (* 1980), US-amerikanischer Schauspieler
- Drew Gelinas, US-amerikanischer Biathlet
- Drew Gibson (* 1985), US-amerikanischer Basketballspieler
- Drew Ginn (* 1974), australischer Ruderer
- Drew Goddard (* 1975), US-amerikanischer Drehbuchautor, Produzent und Regisseur
- Drew Gooden (* 1981), US-amerikanischer Basketballspieler
- Drew Greenberg, US-amerikanischer Filmproduzent und Drehbuchautor
- Drew Gress (* 1959), US-amerikanischer Bassist des Avantgarde Jazz
- Drew Gulak (* 1987), US-amerikanischer Wrestler
- Drew Hayes (1969–2007), US-amerikanischer Comiczeichner
- Drew Helm (* 1984), US-amerikanischer Fußballspieler
- Drew Hendry (* 1964), schottischer Politiker
- Drew Henry (* 1968), schottischer Snookerspieler
- Drew Justice (* 2001), US-amerikanischer Schauspieler und Model
- Drew Karpyshyn (* 1971), kanadischer Romanautor und Schreiber von Storylines für Videospiele
- Drew Kunin, Tontechniker
- Drew Larman (* 1985), US-amerikanischer Eishockeyspieler
- Drew LeBlanc (* 1989), kanadischer Eishockeyspieler
- Drew Lock (* 1996), US-amerikanischer American-Football-Spieler
- Drew MacIntyre (* 1983), kanadischer Eishockeytorwart
- Drew McDermott (1949–2022), US-amerikanischer Informatiker
- Drew McIntyre (* 1985), schottischer Wrestler
- Drew McMaster (* 1957), britischer Sprinter
- Drew Mikuska (* 1994), US-amerikanischer Schauspieler
- Drew Miller (* 1984), US-amerikanischer Eishockeyspieler
- Drew Neilson (* 1974), kanadischer Snowboarder
- Drew Neitzel (* 1985), US-amerikanischer Basketballspieler
- Drew Nicholas (* 1981), US-amerikanischer Basketballspieler
- Drew Nowak (* 1990), US-amerikanischer American-Football-Spieler
- Drew O’Connell (* 1996), US-amerikanischer Pokerspieler
- Drew Paris (* 1988), kanadischer Eishockeyspieler
- Drew Pearce (* 1975), britischer Drehbuchautor, Regisseur und Produzent
- Drew Pearson (* 1951), US-amerikanischer American-Football-Spieler und Unternehmer
- Drew Powell (* 1976), US-amerikanischer Schauspieler
- Drew Remenda (* 1962), kanadischer Eishockeytrainer und Sportreporter
- Drew Roy (* 1986), US-amerikanischer Schauspieler
- Drew Sarich (* 1975), amerikanischer Musicaldarsteller
- Drew Seeley (* 1982), kanadischer Schauspieler und Sänger
- Drew Shindell, US-amerikanischer Klimatologe und Hochschullehrer
- Drew Shore (* 1991), US-amerikanischer Eishockeyspieler
- Drew Smith, schottischer Politiker (Labour Party)
- Drew Stafford (* 1985), US-amerikanischer Eishockeyspieler
- Drew Stanton (* 1984), US-amerikanischer American-Football-Spieler
- Drew Starkey (* 1993), US-amerikanischer Schauspieler
- Drew Struzan (* 1947), US-amerikanischer Illustrator
- Drew Tyler Bell (* 1986), US-amerikanischer Schauspieler
- Drew Van Acker (* 1986), US-amerikanischer Schauspieler
- Drew Weissman (* 1959), US-amerikanischer Immunologe und Nobelpreisträger
- Drew Wrigley (* 1965), US-amerikanischer Politiker

#### Mittelname
- Justin Drew Bieber (* 1994), kanadischer Sänger, siehe Justin Bieber
- Robert Drew Hicks (1850–1929), britischer Klassischer Philologe und Philosophiehistoriker
- Christofer Drew Ingle (* 1991), US-amerikanischer Popmusiker, siehe Never Shout Never

### Familienname
- Alvin Drew (* 1962), US-amerikanischer Astronaut
- Andrew Drew (1885–1913), US-amerikanischer Tennisspieler
- Annalisa Drew (* 1993), US-amerikanische Freestyle-Skierin
- Benjamin Drew (1812–1903), amerikanischer Abolitionist und Autor
- Charles R. Drew (1904–1950), US-amerikanischer Mediziner
- Daniel Drew (1797–1879), US-amerikanischer Geschäftsmann
- Doris Drew (* um 1925), US-amerikanische Pop- und Jazzsängerin
- Ellen Drew (1914–2003), US-amerikanische Schauspielerin
- Francis Drew (1910–1968), australischer Kugelstoßer
- Franklin M. Drew (1837–1925), US-amerikanischer Politiker und Offizier
- George A. Drew (George Alexander Drew; 1894–1973), kanadischer Politiker und Diplomat
- George Alexander Drew (Jurist) (1826–1891), kanadischer Jurist, Richter und Politiker
- George Franklin Drew (1827–1900), US-amerikanischer Politiker
- Howard Drew (1890–1957), US-amerikanischer Sprinter
- Ira W. Drew (1878–1972), US-amerikanischer Politiker
- Irving W. Drew (1845–1922), US-amerikanischer Politiker
- James Drew-Edwards (* 1952), englischer Komponist
- James Mulcro Drew (1929–2010), US-amerikanischer Komponist
- Jane Drew (1911–1996), britische Architektin
- Jazzamay Drew (* 1994), britische Tennisspielerin
- Jed Drew (* 2003), australischer Fußballspieler
- Jerry Drew, Pseudonym von Clem Beauchamp (1898–1992), US-amerikanischer Schauspieler
- John Drew (Schauspieler, 1827) (geb. Jonathan Henry Drewland; 1827–1862), irisch-amerikanischer Schauspieler und Inspizient
- John Drew (Schauspieler, 1853) (1853–1927), US-amerikanischer Schauspieler
- John Drew (Musiker) (* 1927), britischer Jazzmusiker
- John Drew (Schauspieler, 1950) (* 1950), US-amerikanischer Schauspieler
- John Drew (Basketballspieler) (1954–2022), US-amerikanischer Basketballspieler
- John Drew (Unternehmensberater) (* 1970), britischer Unternehmensberater und Autor
- Jordan Drew (* 1995), australischer Rugby-League-Spieler
- Kathleen Mary Drew-Baker (1901–1957), britische Algologin
- Kenny Drew senior (1928–1993), US-amerikanischer Jazzpianist
- Kenny Drew junior (1958–2014), US-amerikanischer klassischer und Jazzpianist
- Larry Drew (* 1958),  US-amerikanischer Basketballspieler und -trainer
- Laurie Drew, kanadische Kostümbildnerin
- Lee Drew (* 1976), englischer Squashspieler
- Malaya Drew, US-amerikanische Schauspielerin
- Martin Drew (1944–2010), englischer Jazzschlagzeuger
- Maurice Jones-Drew (* 1985), US-amerikanischer American-Football-Spieler
- Mim Drew (* 1971), US-amerikanische Schauspielerin und Synchronsprecherin
- Norma Drew (1903–1998), US-amerikanische Schauspielerin
- Phelim Drew (* 1969), irischer Schauspieler
- Richard Drew (Fotograf) (* um 1938), US-amerikanischer Fotojournalist
- Richard Gurley Drew (1899–1980), US-amerikanischer Erfinder des Klebebands
- Robert Drew (1924–2014), US-amerikanischer Dokumentarfilmer
- Ronnie Drew (1934–2008), irischer Sänger und Gitarrist
- Sarah Drew (* 1980), US-amerikanische Schauspielerin
- Terrance Drew, Ministerpräsident von St. Kitts und Nevis
- Thomas Drew (Architekt) (1838–1910), irischer Architekt und Hochschullehrer
- Thomas Stevenson Drew (1802–1879), US-amerikanischer Politiker
- Vera Drew (* 1989), US-amerikanische Filmemacherin und Schauspielerin
- Zafique Drew (* 2003), antiguanischer Fußballspieler